# William Joppy
William Torelle Joppy (ur. 11 września 1970 w Waszyngtonie) – amerykański bokser, były, trzykrotny mistrz świata WBA w wadze średniej.

## Kariera amatorska
Walczył w eliminacjach do igrzysk olimpijskich w Barcelonie, przegrywając w 2 walce z Chrisem Byrdem, srebrnym medalistą tych igrzysk. Karierę amatorską zakończył z 48 zwycięstwami i 4 porażkami.
Karierę zawodową rozpoczął 26 lutego 1993 pokonując na punkty Dwayne’a Tenneta.
Do 1995 roku stoczył 19 wygranych walk, a w swojej 20 walce zmierzył się z Rodneyem Toneyemm, o tytuł NABF. Walka zakończyła się remisem po 12 rundach, a tytuł pozostał bez właściciela.
24 czerwca 1996 roku dostał szansę walki o mistrzostwo świata federacji WBA w wadze średniej. Jego przeciwnikiem był obrońca tytułu, Japończyk Shinji Takehara. Joppy runda za rundą deklasował mistrza na japońskim ringu. W 9 rundzie, Joppy dopadł Takeharę przy linach i po serii ciosów Japończyk został poddany przez sędziego.
W pierwszej obronie tytułu WBA Joppy zmierzył się z rodakiem Rayem McElroyem, zwyciężając przez TKO w 7 rundzie.
W drugiej obronie zmierzył się z numerem 1 na liście pretendentów Brazylijczykiem Peterem Venancio. Brazylijczyk był na deskach w rundzie 4 i 10. Pojedynek zakończył się na punkty zwycięstwem Joppy’ego.
23 sierpnia 1997 przeciwnikiem Joppy’ego był Julio César Green. Pojedynek lepiej rozpoczął Green, posyłając Joppy’ego w 2 rundzie na deski. Joppy odpłacił mu tym w 3 rundzie, doprowadzając 2 razy do liczenia Dominikańczyka. Jednak lepszy w całej walce okazał się Green, zwyciężając przez jednogłośną decyzję sędziów i zadając Joppy’emu pierwszą porażkę. (116-113, 113-112, 114-112).
Na rewanż nie trzeba było długo czekać, odbył się on 5 miesięcy później. Tym razem odbyło się bez nokdaunów. Joppy zdominował rywala, zwyciężając jednogłośnie na punkty po 12 rundach i odbierając Greenowi mistrzostwo świata WBA.
Następnym przeciwnikiem Joppy’ego był 47-letni Roberto Durán, żyjąca legenda, były mistrz świata 4 kategorii wagowych.
Durán, pomimo dzielnej postawy, nie prezentował dawnej formy. Jeden z najlepszych bokserów lat 80, został poddany w 3 rundzie przez sędziego.
Do kolejnej obrony doszło 24 września 1999 roku oficjalnym pretendentem został Julio Cesar Green, zdobywając tymczasowe mistrzostwo świata WBA. Walka zakończyła się zwycięstwem Joppy’ego przez TKO (Kontuzja lewego oka) w 7 rundzie.
Joppy zaliczył jeszcze 3 udane obrony. Najpierw jego ofiarą padł groźny Meksykanin Rito Ruvalcaba, przegrywając przez TKO w 1 rundzie.
16 września 2000 roku jego rywalem był Francuz Hacine Cherifi, były mistrz świata federacji WBC w wadze średniej. Joppy zdeklasował byłego mistrza, zwyciężając jednogłośnie na punkty, posyłając go na deski w rundzie 8 i 9.
2 grudnia 2000 roku zmierzył się z niepokonanym Amerykaninem Jonathanem Reidem. Joppy zwyciężył przez TKO w 4 starciu, mając Reida na deskach w 3 rundzie.

## Turniej w wadze średniej 2001
W 2001 odbył się turniej, mający na celu wyłonienie najlepszego boksera wagi średniej. W Turnieju wystartowali: mistrz IBF Bernard Hopkins, mistrz WBC Keith Holmes, mistrz WBA William Joppy oraz były mistrz świata wagi półśredniej i junior średniej, niepokonany Félix Trinidad.
Joppy zmierzył się z Trinidadem, stawką był pas WBA należący do Joppy’ego.
Już w 1. rundzie Joppy znalazł się na deskach, po potężnym lewym sierpowym Trinidada, lecz gong uratował go przed poddaniem. Dopiero w 3 rundzie Joppy doszedł do siebie i pewnie wygrał tę rundę. W rundzie 4 Joppy ponownie był liczony po lewym sierpowym Trinidada. W 5 rundzie po kolejnym nokdaunie Joppy’ego, sędzia postanowił przerwać pojedynek ogłaszając zwycięstwo Portorykańczyka.

## Powrót
Pół roku po porażce z Trinidadem, Joppy dostał szansę walki o wakujący tytuł WBA w wadze średniej.
Rywalem Joppy’ego był mistrz Europy, niepokonany Howard Eastman, który legitymował się rekordem 32-0(29KO). Pojedynek był niezwykle wyrównany i trudno było wskazać zwycięzcę. Joppy był na deskach w 12 rundzie, po prawym sierpowym boksera z Gujany. Ostatecznie po 12 rundach sędziowie orzekli, że zwycięzcą został Joppy, który wygrał niejednogłośnie na punkty (115-112, 114-112, 113-113).
10 października 2002 roku w pierwszej obronie pasa jego przeciwnikiem był japoński bokser Naotaka Hozumi, który został zastopowany w 10 rundzie.

## Hopkins vs Joppy
Do spotkania tych bokserów doszło 13 grudnia 2003 roku stawką walki były pasy: WBA Super, WBC, IBF oraz pas dla najlepszego boksera tej kategorii – The Ring.
Wielu sądziło, że do tej walki powinno dojść wcześniej i nie mylono się. Hopkins zdeklasował Joppy’ego, wygrywając wysoko na punkty i potwierdzając, że nie ma sobie równych w tej kategorii. Podczas całej walki Hopkins trafił Joppy’ego, aż 419 razy.

## Schyłek kariery
Rok później, po porażce z Hopkinsem zmierzył się z przyszłym pogromcą B-Hopa, Jermainem Taylorem. "Bad Intensions" totalnie zdeklasował Joppy’ego, wygrywając jednogłośnie na punkty każdą rundę.
Po pokonaniu kilku słabszych rywali dostał szansę walki o pas IBF w wadze super średniej. Obrońca tytułu Lucian Bute łatwo rozprawił się z Joppym, zwyciężając przez TKO w 9 rundzie.
W 2011 roku niespodziewanie zawalczył z Bejbutem Szumenowem o pasy WBA i IBA w wadze półciężkiej. Joppy przegrał przez nokaut w 6 rundzie, odmawiając dalszej walki po nokdaunie.